# Naziarkæologi
Naziarkæologi var en type pseudoarkæologi der blev ledet og tilskyndet af diverse naziledere og Ahnenerbe-personer såsom Adolf Hitler og Heinrich Himmler, der ansporede arkæologer og andre forskere til at søge i Tysklands arkæologiske fortid, med det formål at finde materielle beviser for en arisk afstamning, som påstået af nazistpartiet.

## Notable personer
- Gustaf Kossinna, arkæolog hvis nationalistiske teorier fik stor indflydelse på naziarkæologi[1]
- Alfred Rosenberg, politiker der støttede arkæologiske udgravninger[2]
- Hans Reinerth, den primære arkæolog Rosenberg arbejdede med[3]
- Herman Wirth, hollandsk-tysk historiker og medgrundlægger af Ahnenerbe

### Andre tyske naziarkæologer
- Erika Trautmann
- Yrjö von Grönhagen
- Assien Bohmers
- Hans-Jürgen Eggers
- Herbert Jankuhn
- Gero von Merhart
- Gotthard Neumann
- Gustav Schwantes
- Ernst Sprockhoff
- Ernst Wahle
- Wilhelm Unverzagt
- Joachim Werner
- Hans Zeiß
- Werner Radig
- Albert Funk
- Ludwig Kohl-Larsen